# قضاء المحاويل
قضاء المحاويل هو أحد الأقضية الواقعة ضمن محافظة بابل في العراق، ومركزه مدينة المحاويل. تبلغ مساحته 593 كم وعدد سكانها 347٫519 نسمة، وتتبع لها نواحي ناحية المشروع والإمام والنيل.

## الموقع الجغرافي
يقع قضاء المحاويل إلى الشمال والشرق من مركز محافظة بابل مدينة الحلة .

## أحياء المدينة
٠ حي ١٧ تموز
- حي الجمهورية
- حي الشهداء
- حي الملحق
- حي الانتصار
- حي الشاكرية
- حي حصن جعفر
- حي الزهراء
- حي الكمال
- الحي الصناعي
- حي المحاويل
- حي الزهراء
- حي النور
- حي الجمهورية (2)
- حي السدير
- -اما القرى الزراعية.

1.قرية السيد شعلان
2.قرية الامام(في ناحية الامام)
3.قرية الزراعة
4.قرية الإصلاح
5.القرية العصرية
6.قرية النور(شمال المحاويل)
7.قرية البو مصطفى
8. قرية البو علوان
9. قرية الخاتونيه
10. منطقة الگريعات و تشمل :-
ـ البدع الكبير
ـ البدع الصغير
ـ  قرية الشيتيه
ـ قرية عمية عاصي
ـ قرية السعيدية